# Dutchess County
Dutchess County ist ein County im Bundesstaat New York der Vereinigten Staaten. Bei der Volkszählung im Jahr 2020 hatte das County 295.911 Einwohner und eine Bevölkerungsdichte von 143,6 Einwohnern pro Quadratkilometer. Der Verwaltungssitz (County Seat) ist Poughkeepsie.

## Geographie
Das County hat eine Fläche von 2.137,6 Quadratkilometern, wovon 77,0 Quadratkilometer Wasserflächen sind. Der größte See des Countys ist der 102 Hektar große Whaley Lake, ein natürlicher See, der inzwischen zu einem Wasserspeicher erweitert wurde. Der zweitgrößte See im County ist der 47 Hektar große Sylvan Lake, ein ehemaliger Steinbruch. Der 30 Hektar große Thompson Pond ist glazialen Ursprungs und wurde mit dem umgebenden Stissing Mountain 1973 zu einer National Natural Landmark erklärt. Der höchstgelegene See des Countys ist das 389 m hoch gelegene Beacon Reservoir, das südöstlich vom North Beacon Mountain liegt.

### Umliegende Gebiete
| Greene County | Columbia County | Berkshire County (MA)  |
| Ulster County |                 | Litchfield County (CO) |
| Orange County | Putnam County   | Fairfield County (CO)  |

## Geschichte

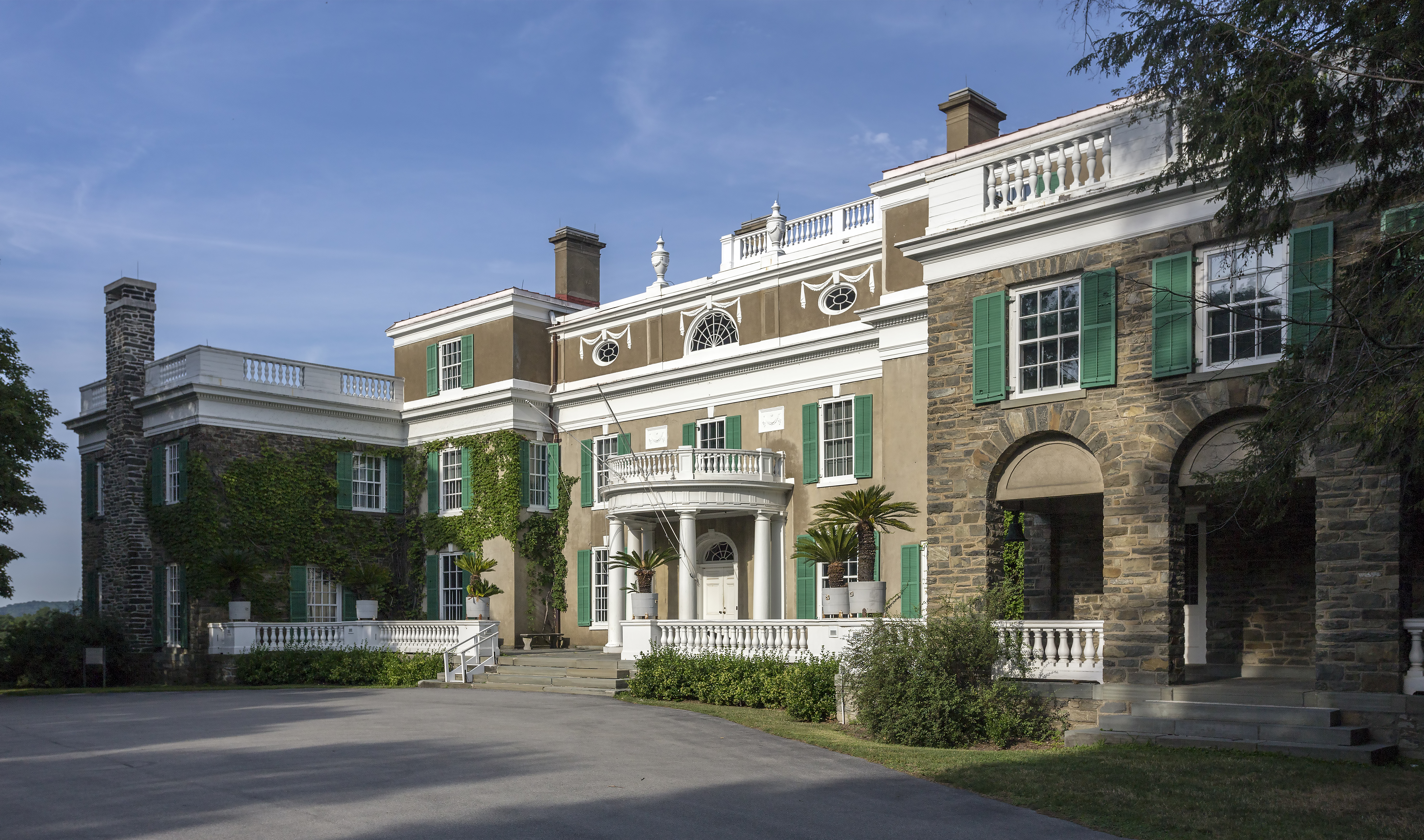
Home of Franklin D. Roosevelt National Historic Site (2016)

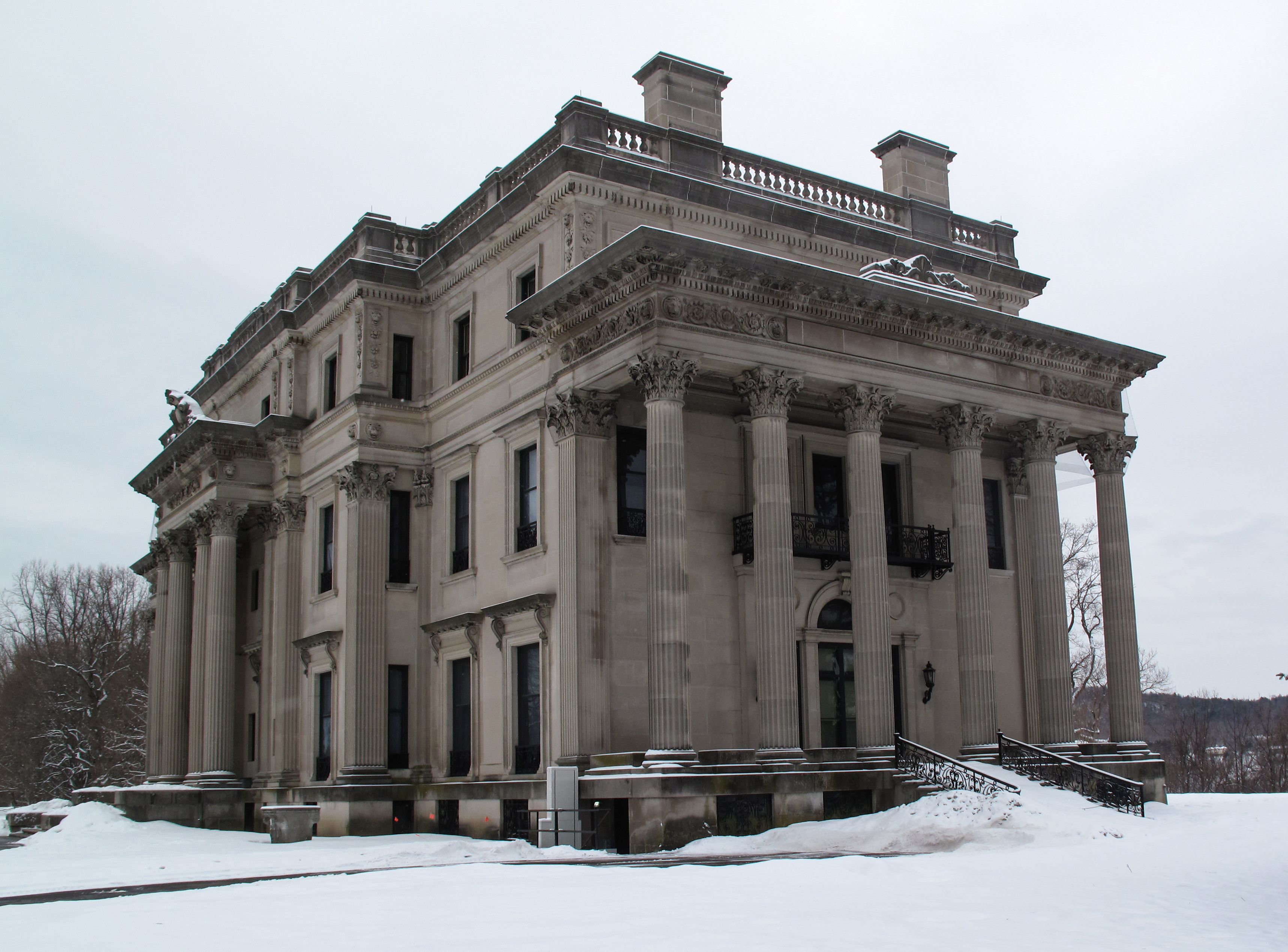
Vanderbilt Mansion National Historic Site (2011)

Benannt wurde es nach Maria Beatrix von Modena, Duchess of York, zweiter Ehefrau des späteren Königs Jakob II., der 1683 noch Duke of York war.
Im County liegen vier National Historic Sites. Acht Orte haben den Status einer National Historic Landmark. 249 Bauwerke und Stätten des Countys sind insgesamt im National Register of Historic Places eingetragen (Stand 17. Februar 2018).

### Einwohnerentwicklung
| Jahr      | 1700    | 1710    | 1720    | 1730    | 1740    | 1750    | 1760    | 1770    | 1780    | 1790    |
| --------- | ------- | ------- | ------- | ------- | ------- | ------- | ------- | ------- | ------- | ------- |
| Einwohner |         |         |         |         |         |         |         |         |         | 45.276  |
| Jahr      | 1800    | 1810    | 1820    | 1830    | 1840    | 1850    | 1860    | 1870    | 1880    | 1890    |
| Einwohner | 47.775  | 51.363  | 46.615  | 50.926  | 52.398  | 58.992  | 64.941  | 74.041  | 79.184  | 77.879  |
| Jahr      | 1900    | 1910    | 1920    | 1930    | 1940    | 1950    | 1960    | 1970    | 1980    | 1990    |
| Einwohner | 81.670  | 87.661  | 91.747  | 105.462 | 120.542 | 136.781 | 176.008 | 222.295 | 245.055 | 259.462 |
| Jahr      | 2000    | 2010    | 2020    | 2030    | 2040    | 2050    | 2060    | 2070    | 2080    | 2090    |
| Einwohner | 280.150 | 297.488 | 295.911 |         |         |         |         |         |         |         |

Hinweis: Der Wert von 1810 ist lediglich aus der englischsprachigen Wikipedia ungeprüft übernommen worden, weil die Einwohnerzahlen für 1810 derzeit auf dem Server der Census-Behörde nicht verfügbar sind. (Stand: 11. November 2020)

## Städte und Ortschaften
Zusätzlich zu den unten angeführten selbständigen Gemeinden gibt es im Dutchess County mehrere villages.
| Ortschaft         | Status | Einwohner (2010) | Gesamte Fläche [km²] | Landfläche [km²] | Bevölkerungsdichte [Einwohner / km²] | Gründung      | Besonderheit                                                             |
| ----------------- | ------ | ---------------- | -------------------- | ---------------- | ------------------------------------ | ------------- | ------------------------------------------------------------------------ |
| Amenia            | town   | 4.436            | 113,0                | 111,9            | 39,6                                 | 7. März 1788  |                                                                          |
| Beacon            | city   | 15.541           | 12,6                 | 12,3             | 1.263,5                              | 1864          | Gegründet als village Fishkill Landing; zur city ernannt am 15. Mai 1913 |
| Beekman           | town   | 14.621           | 78,6                 | 77,3             | 189,1                                | 16. Dez. 1737 | Gegründet als precinct (Bezirk); zur town ernannt am 7. März 1788        |
| Clinton           | town   | 4.321            | 100,5                | 98,8             | 43,7                                 | 13. März 1786 |                                                                          |
| Dover             | town   | 8.699            | 145,9                | 142,9            | 60,9                                 | 20. Feb. 1807 |                                                                          |
| East Fishkill     | town   | 29.029           | 148,6                | 146,3            | 198,4                                | 29. Nov. 1849 |                                                                          |
| Fishkill          | town   | 22.107           | 82,9                 | 70,8             | 312,2                                | 7. März 1788  |                                                                          |
| Hyde Park         | town   | 21.571           | 103,2                | 95,0             | 227,1                                | 26. Jan. 1821 |                                                                          |
| La Grange         | town   | 15.730           | 104,5                | 103,3            | 152,3                                | 9. Feb. 1821  | Gründungsname: Freedom; umbenannt 1828                                   |
| Milan             | town   | 2.370            | 94,7                 | 93,5             | 25,3                                 | 16. März 1818 |                                                                          |
| North East        | town   | 3.031            | 113,2                | 111,8            | 27,1                                 | 7. März 1788  |                                                                          |
| Pawling           | town   | 8.463            | 116,6                | 113,5            | 74,6                                 | 7. März 1788  |                                                                          |
| Pine Plains       | town   | 2.473            | 80,7                 | 79,2             | 31,2                                 | 26. März 1823 |                                                                          |
| Pleasant Valley   | town   | 9.672            | 85,8                 | 84,4             | 114,6                                | 26. Jan. 1821 |                                                                          |
| Poughkeepsie City | city   | 32.736           | 14,8                 | 13,3             | 2.461,4                              | 27. März 1799 | Gegründet als village; zur city ernannt am 28. März 1854                 |
| Poughkeepsie Town | town   | 43.341           | 80,7                 | 73,9             | 586,5                                | 7. März 1788  |                                                                          |
| Red Hook          | town   | 11.319           | 103,7                | 93,7             | 120,8                                | 2. Juni 1812  |                                                                          |
| Rhinebeck         | town   | 7.548            | 103,0                | 92,4             | 81,7                                 | 7. März 1788  |                                                                          |
| Stanford          | town   | 3.823            |                      |                  |                                      | 12. März 1793 |                                                                          |
| Union Vale        | town   | 4.877            | 97,9                 | 97,1             | 50,2                                 | 1. März 1788  |                                                                          |
| Wappinger         | town   | 27.048           | 73,9                 | 70,1             | 385,8                                | 20. Mai 1875  |                                                                          |
| Washington        | town   | 4.741            | 152,4                | 150,7            | 31,5                                 | 7. März 1788  |                                                                          |